# Toltecamila
Localidad
Toltecamila está situada en las faldas de una montaña en el estado de Puebla, en México. Según el último censo registrado la población no pasa los 400 habitantes. Se cuenta que la región en la que ahora se sitúa el pueblo de Toltecamila pertenecía a unos ricos hacendados. Otros cuentan que antes de ser un pueblo eran un rancho en donde llegó gente de pueblos cercanos a trabajar para estos adinerados personajes.
La localidad de Toltecamila está situado en el Municipio de Ixcamilpa de Guerrero (en el Estado de Puebla). Hay 696 habitantes. Toltecamila está a 1376 metros de altitud.
En la localidad hay 333 hombres y 363 mujeres. El ratio mujeres/hombres es de 1,090, y el índice de fecundidad es de 4,14 hijos por mujer. Del total de la población, el 7,90% proviene de fuera de el Estado de Puebla. El 25,00% de la población es analfabeta (el 18,92% de los hombres y el 30,58% de las mujeres). El grado de escolaridad es del 4.62 (4.99 en hombres y 4.29 en mujeres).
Mina de Oro
Toltecamila cuenta con una mina de oro la cual fue excavada durante la década de los 70s. Muchos de sus habitantes aún la recuerdan y muchos de ellos viven para contar la experiencia aquella, y de la emigración de forasteros a nuestro pueblo. La empresa minera de origen Sonorense llegó a excavar minerales hasta que detuvieron el proyecto debido a la mala estructura de la mina. Los mineros temían el derrumbe de ella si se continuaba excavando.
Hoy en día aún se puede ver la mina en medio de ruinas.
Iglesia
Toltecamila cuenta con una iglesia situada en el centro del pueblo, es de colores pintorescos con una cúpula encima y una cruz en lo más alto de la estructura. Por muchos años, se viene remodelando y se cuenta se empezó a construir en la década de los 30s.
El río
Es un río lleno de árboles y plantas verdes, hay animales e insectos en abundancia. Se encuentra a sólo 30 minutos del pueblo y tiene unos paisajes espectaculares.